# Philippe d’Artois
Fülöp (?, 1269 – Veurne, 1298. szeptember 11.) az Artois-i grófság uralkodójának, II. Róbertnek második gyermeke, legidősebb fia és a grófi cím várományosa volt.

## Élete
1275-től apja után Conches ura. 1298-ban apja oldalán harcolt a furnesi csatában a flamand felkelők ellen, akiket Guidó flamand gróf vezetett. Bár a francia sereg győzelmet aratott, Fülöp súlyos sérülést szenvedett és alig egy év múlva belehalt a sebesülés következményeibe.
Fülöp 1281-ben feleségül vette Blankát, II. János bretagne-i herceg és Beatrix (III. Henrik angol király lánya) lányát. Házasságukból hét gyermek született:
- Margit (1285 – 1311), aki 1301-ben feleségül ment III. Fülöp francia király és második felesége, Brabanti Mária második fiához, Lajoshoz (1276 – 1319), aki az Évreux grófja címet viselte.
- Robert d’Artois (1287–1342), aki nagyapja, II. Róbert halála után a grófi cím követelőjeként lépett fel nagynénjével, Matildával (Mahaut d’Artois-val) szemben. 1342-ben az angolok szolgálatában halt meg.
- Johanna (1289 – 1350) 1301-ben feleségül ment Gaston foix-i grófhoz (? - 1315), aki botrányos viselkedéssel és hűtlenséggel vádolta és 1331-ben a Château de Foix kastélyba záratta.
- Ottó (? – 1291)
- Mária (1291 – 1365), 1313-ban második feleségeként hozzáment I. János namuri grófhoz (1267 – 1330), Guidó flamand gróf flamand gróf és második felesége, Luxembourgi Izabella fiához, akitől hozományba a Wijnendale kastélyt kapta. 1342-ben megszerezte a Château de Poilvache kastélyt János cseh királytól.
- Katalin (1296 – 1368), férje 1320-tól II. János, Aumâle grófja.
- Izabella (? – 1344), apáca Poissy mellett.

A legidősebb fiú, Róbert, nagyapjának halála után a grófi cím követelőjeként lépett fel nagynénjével szemben, de sikertelenül.

## Fordítás
- Ez a szócikk részben vagy egészben  a   Philip of Artois című angol Wikipédia-szócikk fordításán alapul.  Az eredeti cikk szerkesztőit annak laptörténete sorolja fel. Ez a jelzés csupán a megfogalmazás eredetét és a szerzői jogokat jelzi, nem szolgál a cikkben szereplő információk forrásmegjelöléseként.